# Program Family Connections
Program Family Connections – to program wsparcia dla bliskich osoby z borderline lub dysregulacją emocji. Ten 12-tygodniowy program składa się z następujących modemów: zdobywania informacji o BPD, umiejętności regulacji emocji, komunikacji w relacjach, umiejętności uprawomocnienia siebie i innych i rozwiązywania problemów. Skuteczność programu Family Connections została potwierdzona w badaniach. W Polsce program realizowany jest przez Polskie Towarzystwo Terapii Dialektyczno-Behawioralnej.
Program został opracowany przez dr Alana Fruzzettiego i dr Perry Hoffman, program ten ma na celu:
- dostarczenie najnowszych informacji i badań dotyczących zaburzenie osobowości typu borderline i dysregulacji emocjonalnej[8],
- naukę umiejętności radzenia sobie opartych na Terapii Dialektyczno-Behawioralnej (DBT)[9]
- rozwój sieci wsparcia[10].